# Мон-Дор (Пюи-де-Дом)
Мон-Дор (фр. Mont-Dore) — французская коммуна, расположенная в департаменте Пюи-де-Дом региона Овернь. Известный бальнеологический и горнолыжный курорт Франции.

## География

### Месторасположение
Городок Мон-Дор располагается на высоте 1050 метров. Он окружён потухшими вулканами, среди которых самая высокая точка Центрального массива, вершина Санси. По склонам Пюи-де-Санси спускаются две горные реки — Дор (не путать с притоком Алье) и Донь, которые сливаясь образуют реку Дордонь. Городок Мон-Дор находится на её правом берегу.
Вследствие высотного расположения климат в Ле Мон-Доре относительно суровый и летний сезон длится с 15 июня по 15 сентября.

## История
В годы Французской революции (1792—1795) коммуна имела название Les Bains-du-Montdor.
Основателем бальнеологической станции в Мон-Доре является доктор Мишель Бертран (1774—1857).

### Бальнеология

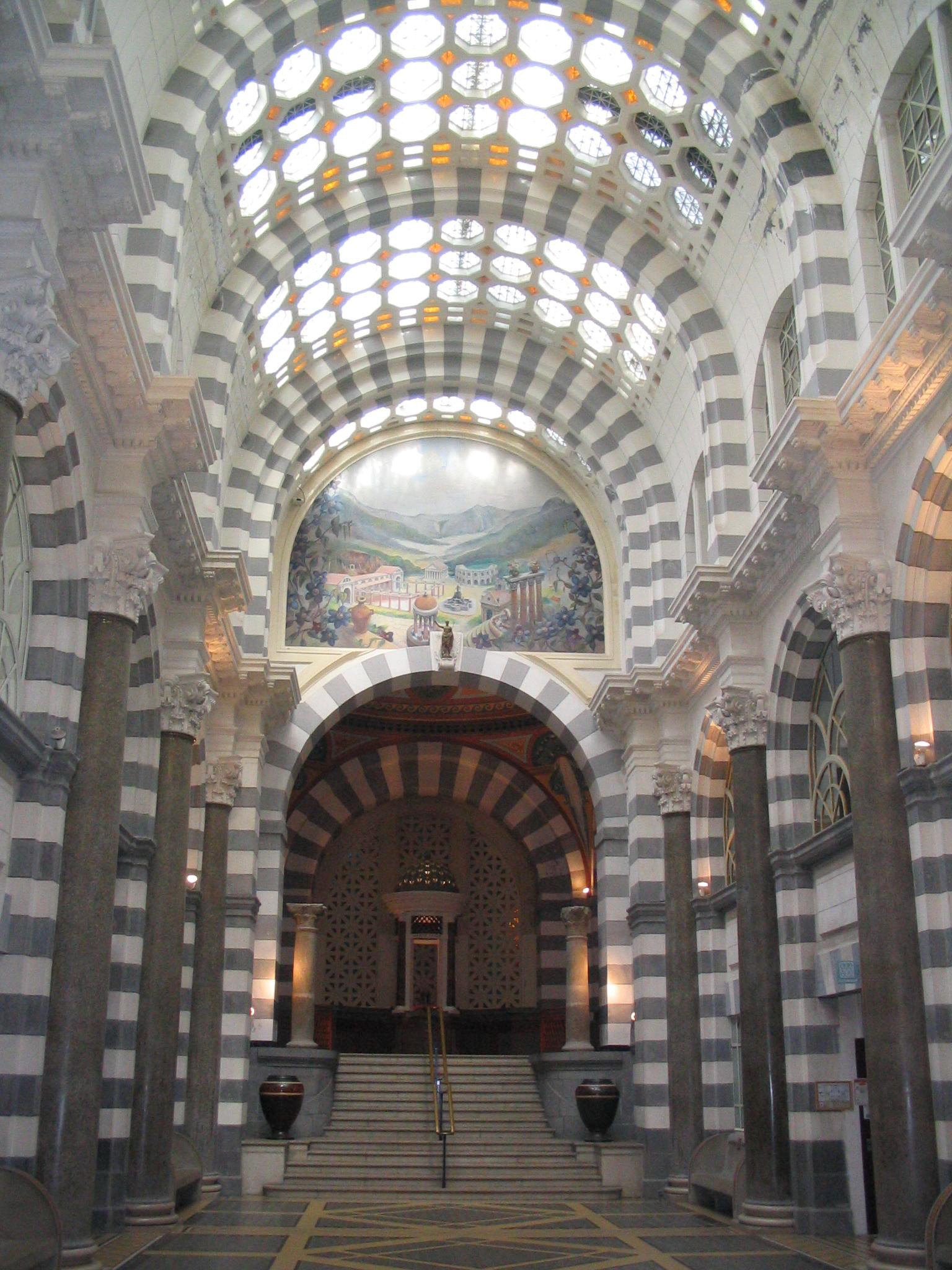
Вестибюль бальнеолечебницы

Город Ле Мон-Дор известен, главным образом, как бальнеологический курорт. Ещё кельты, а затем и римляне использовали для оздоровления целебные источники Овернских гор. В наши дни в городском парке, разбитом вдоль реки Дордонь, на всеобщее обозрение выставлены найденные здесь остатки древнеримских терм.
В Средние века практика термализма во Франции пошла на убыль, но не в Мон-Доре, где продолжали таким способом лечить пульмонологические и ревматические расстройства. Доступ к источникам в то время был свободным, и посещение курорта стало весьма популярным.
Зародившийся в XIX веке капитализм способствовал появлению коммерческого интереса к этим природным богатствам и бальнеологические курорты Ла Бурбуль и Ле Мон-Дор стали развиваться бурными темпами начиная с 1830 года; в этот период здесь начали строить, наряду с лечебными учреждениями, казино и гостиницы.
Местная минеральная вода считается самой кремнистой водой во Франции. Её температура находится в интервале от 38 до 44 °C.
Местные процедуры показаны при бронхиальной астме, респираторных заболеваниях и ревматических болезнях. Также эти процедуры показаны для больных синуситом и иными заболеваниями носовой полости, в том числе назальный полип.

### Горнолыжный курорт
Лыжная база Мон-Дор расположена на северном склоне вершины Санси. Эта станция связана с другой лыжной базой — Супер Бесс, расположенной на южном склоне, — и входит в тройку самых старых лыжных станций во Франции, уступая только Шамони и Межеву. Первая трасса (вместе с двумя бугельными подъёмниками и одной канатной дорогой) была открыта здесь в 1936 году благодаря инвестициям Дьёдонне Коста (фр. Dieudonée Costes), знаменитого французского лётчика, впервые пересёкшего Атлантику с востока на запад, вместе с Морисом Беллонтом, на борту биплана Breguet Br.19 Le Point d'Interrogation. Лыжный курорт быстро вошёл в моду у парижской элиты того времени.
Став впоследствии семейным лыжным курортом, который часто признаётся самым снежным среди курортов Франции, каждую зиму он привлекает на свои трассы тысячи гостей всех возрастов. Вместе с лыжной базой Супер Бесс, расположенной на другом склоне, они образуют район Grand Sancy (Большой Санси), имеющий общую протяженность горных и беговых лыжных трасс в 500 км.
Лыжная база Мон-Дора по сложности и качеству трасс для бега вне установленной лыжни является одной из четырёх лидирующих станций во Франции, и именно здесь проходил Лыжный чемпионат Франции 2010 года.

## Транспорт

### Железнодорожный транспорт
На вокзал Мон-Дора можно приехать воспользовавшись маршрутом Клермон-Ферран—Юссель региональной сети TER Auvergne, сделав пересадку на станции Лакей.

### Авиасообщение
Ближайший международный аэропорт Клермон-Ферран расположен в 60 километрах.

## Исторические памятники и достопримечательности

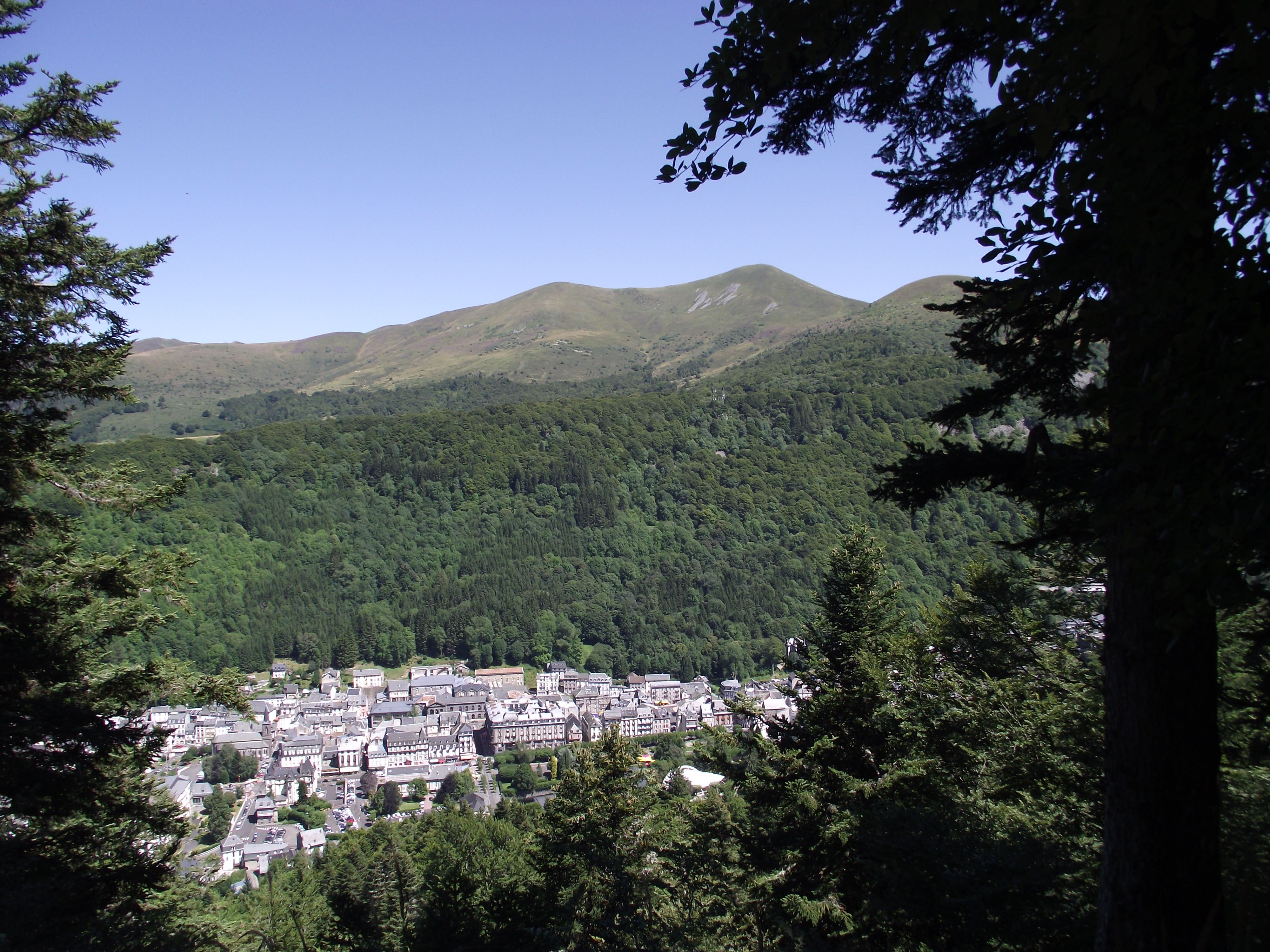
Вид на Мон-Дор из леса капуцинов; возле верхней станции фуникулёра

- В Ле Мон-Доре находится самый старый во Франции электрифицированный фуникулёр. Торжественно открытый в период Прекрасной эпохи в 1898 году, он классифицирован как национальный исторический памятник и каждое лето, на протяжении уже более 110 лет, перевозит десятки тысяч пассажиров через лес Капуцинов со скоростью один метр в секунду.
- Выполненная в неоготическом стиле водолечебница Мон-Дора считается самой крупной в Европе. Особенного внимания достойны питьевой зал (металлические конструкции выполнены в стиле Эйфеля) и вестибюль второго этажа. Ежегодно в феврале в этих стенах устраивается художественный салон SAFE (Salon d'Art Fantastique Européen), где выставляются картины известных художников из разных стран, последователей сюрреализма. Салон, устроенный в 2011 году, на котором было представлено более 60 полотен двенадцати художников, стал самым громким культурным событием зимнего сезона в Оверни.
- Среди множества культурно-развлекательных мероприятий, организуемых группой волонтёров, достойны внимания несколько музыкальных фестивалей, ежегодно проходящих в Мон-Доре:
  - в феврале проходит фестиваль Sancy Snow Jazz, посвящённый новоорлеанскому джазу (80 концертов, 25000 посетителей),
  - в июле проходит фестиваль Rock in the Dore (30 концертов),
  - в сентябре проходит фестиваль Volcanics Blues (30 концертов),
  - а с июля по конец августа открывается Rencontres Musicales (мастер-классы и концерты классической музыки, 25 сессий, 50 концертов).
- Здание бывшего отеля Palace Sarciron (в наши дни — совокупность частных резиденций), своим фасадом выходящее на бальнеолечебницу, является молчаливым свидетелем эпохи расцвета бальнеологии в Ле Мон-Доре. Возведённое по проекту клермонского архитектора Луи Жарье, оно было открыто в июне 1907 года. В этом роскошном отеле, где останавливались известные личности Европы (графиня Фландрская, князь Мерод, королева Румынии и другие) азиатские принцы (например, король Сиама), представители известных фамилий банкиров и промышленников (семья Перейр, Пико, Легран, семья Мишлен и другие), творческие личности (Мари Роз, Сесиль Сорель, Макс Дарли и другие), было 300 номеров и апартаментов. В штате отеля насчитывалось более 200 работников. Вплоть до своего закрытия в 1953 году отель Sarciron неизменно входил в пятёрку Великих отелей Франции.
- Озеро Гери (фр. lac de Guéry) является самым высокогорным озером региона Овернь. Оно расположено на высоте 1247 метров в 9 километрах от Ле Мон-Дора в направлении Клермон-Феррана. Французы считают это озеро единственным в Западной Европе, где практикуется подлёдная рыбалка. Рыбалка открывается после установки достаточно толстого льда (как правило, вторые выходные марта). Ловится форель и различные щуковые. Это мероприятие, устраиваемое Обществом рыболовов Мон-Дора, ежегодно привлекает тысячи поклонников зимней ловли.
- Самой высокой вершиной Центрального массива является вершина Санси (1886 метров). Она расположена на территории коммуны Мон-Дор, где берёт своё начало река Дордонь. Эта вершина является самой значительной достопримечательностью всего региона Овернь (50% туристических поездок), и представляет собой потухший вулкан, который покрывается снегом каждую зиму. В теплое время года здесь можно встретить множество редких видов растений и насекомых (в особенности, бабочек). Фауну этой местности представляют муфлоны, серны, сурки, орлы. Подняться на вершину Санси можно при помощи двух канатных подвесных дорог.

## Мон-Дор в искусстве
Родоначальники кинематографа, братья Луи и Август Люмьер, посвятили Мон-Дору две свои киносцены: «Подъём фуникулёра» и «Выход из купальни».
Французская писательница Жорж Санд в конце своей жизни прошла в Мон-Доре около десятка лечебных курсов. В её романе Jean de la Roche (1859) действие разворачивается на курорте Мон-Дор.
В Мон-Доре и его окрестностях разворачивается сюжет романа Анатоля Франса Иокаста (1879).